# قلعة سفيد (مندلي)
قلعة سفيد وهي إحدى القلاع الأثرية القديمة في العراق التي يعود تاريخها إلى العهد الفرثي أو العهد الساساني، وتقع في محافظة ديالى، قريبة من جنوب مندلي. وهي تل كبير سفوحه منحدرة، عثر على سطحها بقايا كسر لفخاريات تعود إلى العصر العباسي، وكسر فخاريات لمناجل تعود إلى عصر العبيد. والعثور على هذه اللقى الأثرية من كسر فخريات وغيرها مجتمعة في هذه القلعة، ولأزمنة مختلفة، يدل ذلك على ان هذه القلعة الفرثية قد بنيت في عصور ما قبل التاريخ.